# 2026-os IIHF divízió I-es jégkorong-világbajnokság
A 2026-os IIHF divízió I-es jégkorong-világbajnokság mérkőzéseit két csoportban fogják megrendezni.

## A csoport

### Résztvevők
| Csapat        | Kvalifikáció                                                      |
| ------------- | ----------------------------------------------------------------- |
| Kazahsztán    | A 2025-ös IIHF jégkorong-világbajnokság 15. helyezettje, kiesett. |
| Franciaország | A 2025-ös IIHF jégkorong-világbajnokság 16. helyezettje, kiesett. |
| Ukrajna       | A 2025-ös divízió I/A 3. helyezettje.                             |
| Japán         | A 2025-ös divízió I/A 4. helyezettje.                             |
| Lengyelország | A 2025-ös divízió I/A 5. helyezettje.                             |
| Litvánia      | A 2025-ös divízió I/B 1. helyezettje, feljutott.                  |

### Tabella
| Hely. | Csapat        | M | Gy | HGy | HV | V | G+ | G– | Gk | P | Feljutás vagy kiesés     |
| ----- | ------------- | - | -- | --- | -- | - | -- | -- | -- | - | ------------------------ |
| 1.    | Kazahsztán    | 0 | 0  | 0   | 0  | 0 | 0  | 0  | 0  | 0 | Feljutott a főcsoportba  |
| 2.    | Franciaország | 0 | 0  | 0   | 0  | 0 | 0  | 0  | 0  | 0 | Feljutott a főcsoportba  |
| 3.    | Ukrajna       | 0 | 0  | 0   | 0  | 0 | 0  | 0  | 0  | 0 |                          |
| 4.    | Japán         | 0 | 0  | 0   | 0  | 0 | 0  | 0  | 0  | 0 |                          |
| 5.    | Lengyelország | 0 | 0  | 0   | 0  | 0 | 0  | 0  | 0  | 0 |                          |
| 6.    | Litvánia      | 0 | 0  | 0   | 0  | 0 | 0  | 0  | 0  | 0 | Kiesett a divízió I/B-be |

## B csoport

### Résztvevők
| Csapat        | Kvalifikáció                                      |
| ------------- | ------------------------------------------------- |
| Románia       | A 2025-ös divízió I/A 6. helyezettje, kiesett.    |
| Dél-Korea     | A 2025-ös divízió I/B 2. helyezettje.             |
| Észtország    | A 2025-ös divízió I/B 3. helyezettje.             |
| Kína          | A 2025-ös divízió I/B 4. helyezettje.             |
| Spanyolország | A 2025-ös divízió I/B 5. helyezettje.             |
| Hollandia     | A 2025-ös divízió II/A 1. helyezettje, feljutott. |

### Tabella
| Hely. | Csapat        | M | Gy | HGy | HV | V | G+ | G– | Gk | P | Feljutás vagy kiesés       |
| ----- | ------------- | - | -- | --- | -- | - | -- | -- | -- | - | -------------------------- |
| 1.    | Dél-Korea     | 0 | 0  | 0   | 0  | 0 | 0  | 0  | 0  | 0 | Feljutott a divízió I/A-ba |
| 2.    | Románia       | 0 | 0  | 0   | 0  | 0 | 0  | 0  | 0  | 0 |                            |
| 3.    | Észtország    | 0 | 0  | 0   | 0  | 0 | 0  | 0  | 0  | 0 |                            |
| 4.    | Kína          | 0 | 0  | 0   | 0  | 0 | 0  | 0  | 0  | 0 |                            |
| 5.    | Spanyolország | 0 | 0  | 0   | 0  | 0 | 0  | 0  | 0  | 0 |                            |
| 6.    | Hollandia     | 0 | 0  | 0   | 0  | 0 | 0  | 0  | 0  | 0 | Kiesett a divízió II/A-ba  |